# Las powieszonych
Las powieszonych (rum. Pădurea spânzuraților) – rumuński dramat wojenny z 1965 roku w reżyserii Liviu Ciulei. Adaptacja powieści Liviu Rebreanu.
Zdjęcia kręcono w okręgach Kluż i Braszów.

## Obsada
- Victor Rebengiuc – porucznik Apostol Bologa
- Liviu Ciulei
- Anna Széles – Ilona
- George Aurelian
- Ion Caramitru
- Gheorghe Cozorici
- Laszlo Kiss
- Silvia Popovici
- Ștefan Ciobotărașu
- Gina Patrichi
- Marga Barbu
- György Kovács
- Emil Botta
- Nae Roman
- Nicolae Tomazoglu
- Nicolae Secareanu
- Costache Antoniu
- Constantin Brezeanu
- András Csiky
- Emmerich Schäffer